# Thrichomys inermis
Thrichomys inermis är en gnagare i familjen lansråttor som förekommer i Brasilien.
Denna lansråtta är lite mindre än andra släktmedlemmar. Den har främst grå päls på ovansidan och helt vit päls på undersidan. I den gråa pälsen förekommer en gul skugga som är tydligare än hos Thrichomys pachyurus men inte lika intensiv som hos andra arter av släktet Thrichomys. Svansens ovansida är markant mörkare med brunsvart päls och den har ljusgrå till vit päls på undersidan. Kroppslängden (huvud och bål) är 18,1 till 22,3 cm, svanslängden är 11,1 till 20,0 cm och vikten ligger vid 350 g.
Arten förekommer i delstaterna Bahia och Tocantins i östra Brasilien. Den lever i landskapet Cerradon, i klippiga områden och i galleriskogar. Utbredningsområdet ligger 260 till 1030 meter över havet.
Thrichomys inermis bygger boet i bergssprickor eller i trädens håligheter som fodras med strå, torrt löv eller bomull. Kanske använder den även grottor som sovplats. Denna gnagare går främst på marken och den hittades klättrande i träd två meter över marken. Upphittade honor var dräktiga med två till fyra ungar.
Djuret jagas och flera individer kan dö vid bränder. Hela beståndet listas av IUCN som livskraftig (LC).